# Hauser (motorfiets)
Hauser was een Duits motorfietsmerk dat in 1981 een aantal trial-, enduro- en motorcrossmodellen van Kramer overnam.